# Guizhou JL-9
 (avril 2021).
La mise en forme du texte ne suit pas les recommandations de Wikipédia : il faut le « wikifier ».
Les points d'amélioration suivants sont les cas les plus fréquents. Le détail des points à revoir est peut-être précisé sur la page de discussion.
- Les titres sont pré-formatés par le logiciel. Ils ne sont ni en capitales, ni en gras.
- Le texte ne doit pas être écrit en capitales (les noms de famille non plus), ni en gras, ni en italique, ni en « petit »…
- Le gras n'est utilisé que pour surligner le titre de l'article dans l'introduction, une seule fois.
- L'italique est rarement utilisé : mots en langue étrangère, titres d'œuvres, noms de bateaux, etc.
- Les citations ne sont pas en italique mais en corps de texte normal. Elles sont entourées par des guillemets français : « et ».
- Les listes à puces sont à éviter, des paragraphes rédigés étant largement préférés. Les tableaux sont à réserver à la présentation de données structurées (résultats, etc.).
- Les appels de note de bas de page (petits chiffres en exposant, introduits par l'outil «  Source ») sont à placer entre la fin de phrase et le point final[comme ça].
- Les liens internes (vers d'autres articles de Wikipédia) sont à choisir avec parcimonie. Créez des liens vers des articles approfondissant le sujet. Les termes génériques sans rapport avec le sujet sont à éviter, ainsi que les répétitions de liens vers un même terme.
- Les liens externes sont à placer uniquement dans une section « Liens externes », à la fin de l'article. Ces liens sont à choisir avec parcimonie suivant les règles définies. Si un lien sert de source à l'article, son insertion dans le texte est à faire par les notes de bas de page.
- La présentation des références doit suivre les conventions bibliographiques. Il est recommandé d'utiliser les modèles {{Ouvrage}}, {{Chapitre}}, {{Article}}, {{Lien web}} et/ou {{Bibliographie}}. Le mode d'édition visuel peut mettre en forme automatiquement les références.
- Insérer une infobox (cadre d'informations à droite) n'est pas obligatoire pour parachever la mise en page.

Pour une aide détaillée, merci de consulter Aide:Wikification.
Si vous pensez que ces points ont été résolus, vous pouvez retirer ce bandeau et améliorer la mise en forme d'un autre article.
Le Guizhou JL-9, également connu sous le nom de FTC-2000 Mountain Eagle (en chinois : 山鹰; pinyin: Shānyīng), est une famille de chasseurs biplaces supersoniques d'entraînement avancé et d'avions de combat légers développés par la Guizhou Aviation Industry Import / Export Company (GAIC) pour la Force aérienne de l'Armée populaire chinoise (PLAAF) et la Force aéronavale de l'Armée populaire chinoise (PLANAF).

## Développement
Le développement du Guizhou JL-9 (sous le nom de FTC-2000 pour le prototype) a débuté comme une initiative privée du constructeur GAIEC afin de produire un avion d'entraînement peu coûteux pour les avions à réaction de quatrième génération. Le prototype a été révélé à l'exposition internationale de l'aviation et de l'aérospatiale en Chine en 2001. L'avion serait produit sur une chaîne de montage GAIC à Anshun, Guizhou sous le nom de JL-9 pour la variante réservée à la Chine et sous le nom de FTC-2000 pour la variante d'exportation.
Le Guizhou JL-9 était en concurrence avec le Hongdu JL-10 pour répondre aux spécifications d'avion d'entraînement avancé demandé par la PLAAF et la PLANAF. Le JL-10 est plus avancé technologiquement, mais aussi plus cher, que le JL-9. En 2013, les deux modèles concurrents entrèrent en production. En 2015, les autorités chinoises annoncèrent avoir conclu un contrat avec un pays africain pour la livraison de FTC-2000. Ce premier pays (hors Chine) a acquérir ce modèle sera le Soudan.
En 2011 les médias d'État chinois révélèrent l'existence d'une version adaptée aux porte-avions. Désigné JL-9G, il a un train d'atterrissage renforcé, les ailes plus larges et des entrées de réacteurs sans dérivation. Cependant, il s'est avéré inadapté aux appontages avec dispositifs de freinage et est limité aux opérations terrestres.
Le 5 septembre 2018, l'agence de presse officielle chinoise Xinhua a rapporté que GAIC avait commencé la production en série de la variante FTC-2000G à Anshun (province de Guizhou). Le 28 septembre, le premier FTC-2000G produit en série effectua son vol inaugural à l'aéroport d'Anshun,. Destiné à l'exportation, le FTC-2000G est un avion multirôle d'entraînement avancé mais surtout positionné comme avion d'attaque au sol,. En avril 2020, la Chine annonça qu'un pays d'Asie du Sud-Est non révélé avait passé une commande de FTC-2000G, avec des livraisons prévues entre 2021 et 2023.

## Conception

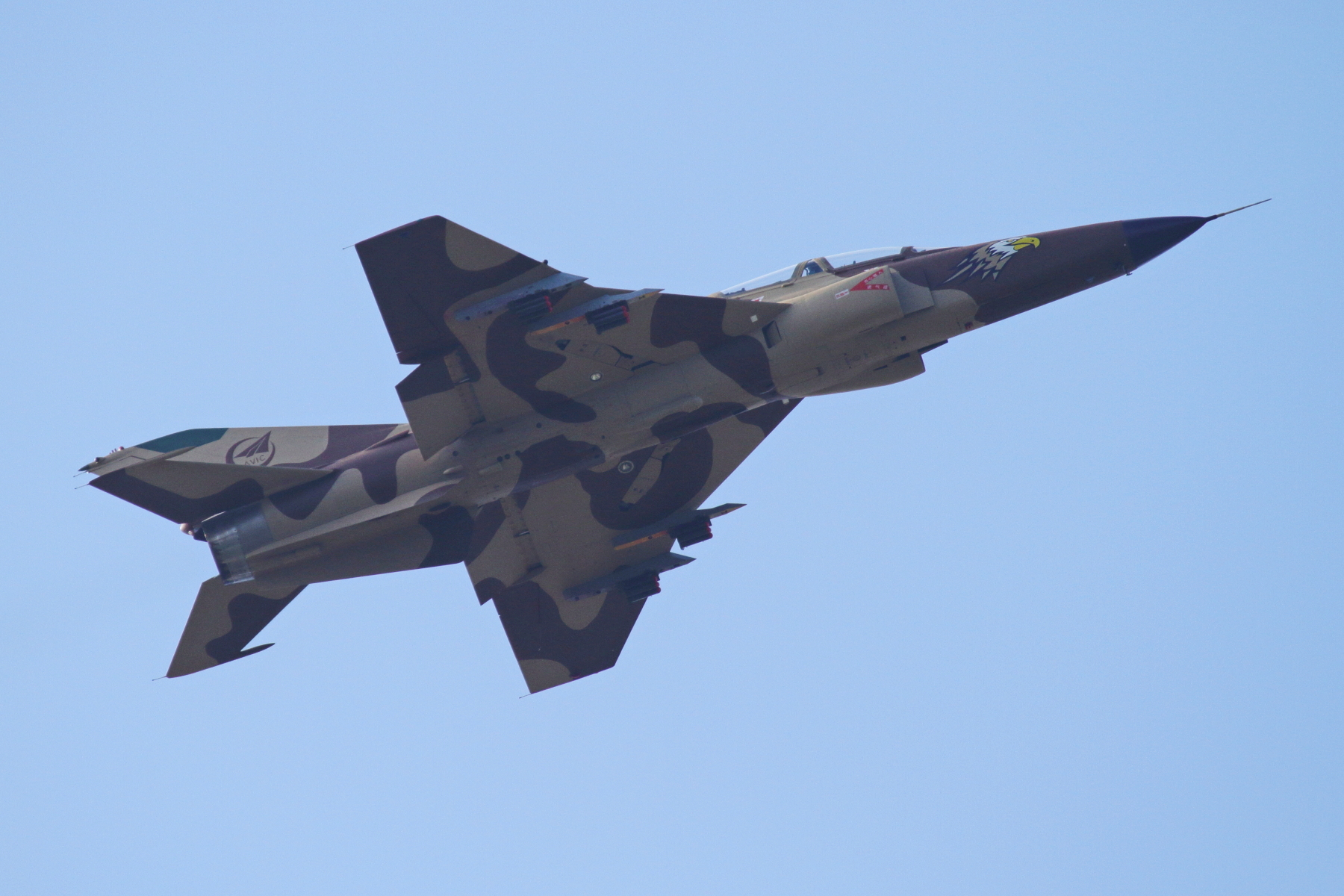
Un FTC-2000 au salon aéronautique de Zhuhai 2016.

Le FTC-2000 est développé à partir du JJ-7 / FT-7, la version d'entraînement à deux places de Chengdu J-7 lui-même étant une variante chinoise du MiG-21. Le FTC-2000 utilise une nouvelle aile en double delta provenant du J-7E/F-7MG, un fuselage avant avec des prises d'air latérales semi-circulaires et une planche de bord tout écran ; le moteur, l'empennage, le train d'atterrissage et les commandes mécaniques du JJ-7 / FT-7 sont conservés. La réutilisation de pièces et de parties d'avions déjà en production permettait d'avoir des pièces fiables et de réduire les coûts de production.

## Histoire opérationnelle
La PLANAF avait un régiment de JL-9 en 2017,.
La PLAAF commença à utiliser le JL-9 pour l'entraînement le 18 octobre 2015 mais en 2016, il n'y avait semble-t-il toujours pas de régiment pourvu de cet appareil.

## Variantes

### FTC-2000
Il s'agit d'un modèle d'origine et désignation du modèle d'exportation pour ce chasseur d'entraînement avancé. Il dispose de 5 points d'emports (4 sous les ailes et un pylône ventral).

### FTC-2000G
Le FTC-2000G est un avion de combat léger biplace, d'attaque au sol et d'entraînement avancé,. C'est l'un des chasseurs légers les moins chers du marché, créé dans le but de remplacer les anciens chasseurs comme le J-7 / F-7 et le MiG-21. Le développement du FTC-2000 se détaille comme suit : 7 points d'emport contre 5 pour le FTC-2000, soit 4 sous les ailes, 1 sous le ventre et 2 en bouts-d'aile,. Il comporte également une entrée d'air supersonique sans dérivation. Il a effectué son premier vol en septembre 2018. Comparé à la variante d'entraînement FTC-2000, le FTC-2000G est plus lourd, a une vitesse maximale de seulement Mach 1,2  à cause de la nouvelle conception de l'aile, et est moins endurant que le FTC-2000. L'avion peut transporter au maximum 3 tonnes d'armes.

### JL-9
Il s'agit d'un chasseur d'entraînement avancé, variante PLAAF initiale.

### JL-9G
C'est un chasseur d'entraînement avancé, variante aéronavale PLANAF. Il s'agit d'un JL-9 modifié pour la formation des pilotes de porte-avions. Il est conçu pour les décollages sur rampe, les appontages à dispositifs de freins simulés (à terre) et dispose d'une crosse d'appontage.

## Pays utilisateurs

### République populaire de Chine
Il est utilisé par la Force aérienne de l'Armée populaire de libération et la Force aérienne navale de l'Armée populaire de libération (PLANAF).

### Soudan
Il est utilisé par la Force aérienne soudanaise qui utilise 6 avions. 3 sont détruits durant la guerre civile de 2023.

### Birmanie
Une commande de FTC-2000G de la part d'un pays d'Asie du Sud-Est alors non révélé a été annoncée en avril 2020. 6 sont livrés à la force aérienne birmane,. Le 16 janvier 2024, un est abattu par un missile sol-air très courte portée FN-6 de l'Armée pour l'indépendance kachin causant la mort de ses deux pilotes. Un s'écrase en forêt le 3 juillet 2025 tuant ses pilotes.

## Spécifications

### Caractéristiques générales FTC-2000[1]; FTC-2000G[14],[7]

#### Équipage
Il y a 2 membres d'équipage.

#### Longueur
Elle est de 14,555 m pour le FTC-2000 sans la sonde de nez ; de 15,412 m pour le FTC-2000G.

#### Envergure
Elle est de 8,32 m (FTC-2000) ; de 9,988 m (FTC-2000G).

#### Hauteur
Elle est de 4,105 m (FTC-2000) ; de 4,805 m (FTC-2000G).

#### Surface Alaire
Elle est de 26,15 m2 (FTC-2000).

#### Masse totale
Leur masse est de 7800 kg à vide (FCT-2000 et le JL-9) ; de 7900 kg normal (FTC-2000) ; de 7880 kg (FTC-2000G).

#### Masse à pleine charge
Elle est de 9800 kg (FTC-2000 et le JL-9) ; de 11000 kg (FTC-2000G).

#### Réservoir
Il contient 2000 kg (4409 lb) en interne et jusqu'à 1302 kg (2870 lb) dans des réservoirs externes.

#### Réacteur
Son réacteur est un Guizhou Liyang WP-13F (C). C'est un turboréacteur à postcombustion. Sa poussée est de 43,15 kN brut sans postcombustion, de 63,25 kN avec postcombustion.

#### Performances
- Vitesse maximale : 1100 km/h (680 mph, 590 kn) / M1.5

- Vitesse de décollage et d'atterrissage : 260 km/h (FTC-2000); 230 et 210 km/h (FTC-2000G)
- Vitesse de vol minimale : 210 km/h (FTC-2000); 195 km/h (FTC-2000G)
- Vitesse de croisière : 870 km/h (540 mph, 470 kn)[15]
- Vitesse de décrochage : 125 km/h (78 mph, 67 kn)[15]
- Rayon d'action sans réservoirs externes : 863 km (FTC-2000); 1650 km (FTC-2000G)
- Rayon d'action avec réservoirs externes : 2400 km (1500 mi, 1300 nmi) avec les capacités réservoirs internes et externes au maximum
- Endurance : 3 heures (FTC-2000); 2h (FTC-2000G)
- Altitude : 16000 m (FTC-2000) ; 15000 m ; 7880 kg (FTC-2000G)[7]
- g limites : +8 / -3
- Vitesse d'ascension : 150 m/s (30000 ft/min) au niveau de la mer
- Charge alaire : 374,8 kg/m2 (76,8 lb/sq ft)
- Rapport puissance/masse : 0,00645 kN/kg (0.658 lbf/lb)
- Distance de décollage : 400–500 m (FTC-2000) ; 410 m (FTC-2000G)
- Distance d'atterrissage : 700 m (FTC-2000) ; 580-730 m (FTC-2000G)[7]

#### Armement

##### Canons
Il est équipé d'un canon de 23 mm.

##### Points d'ancrages
L'appareil en possède 5 avec une capacité de 2000 kg (4409 lb) maximum. Jusqu'à 3 points sont disponibles pour des réservoirs de carburant.

##### Missiles

###### Missiles air-air
Il est équipé soit de missiles courte portée : en principe de 2 missiles PL-8 sur les points internes et de 2 missiles PL-9 sur les points extérieurs. Il peut être équipé de missiles longue portée tels les SD-10 (seulement sur FTC-2000G),.

###### Missiles anti-radar
Les missiles CM-102 (seulement sur FTC-2000G), peuvent être montés.

#### Avionique
Sont installés les équipements suivants : radar Doppler pulsé de modèle chinois (JL-9) ou italien FIAR Grifo S-7 (sur FTC-2000), comms, IFF, transpondeur, EFIS, HOTAS, GPS / INS.

## Voir également

### Développement lié
- Mikoyan-Gourevitch MiG-21 (MiG-21 Bison, Type 88 India)
- Chengdu J-7

### Aéronefs comparables
- Hongdu JL-10
- BAe Hawk
- Aermacchi M-346
- Aero L-159 Alca
- KAI T-50 Golden Eagle
- Yakovlev Yak-130
- HAL HJT-36 Sitara

### Ouvrages
- (en) Yefim Gordon et Dmitriy Komissarov, Chinese Aircraft. China's aviation industry since 1951, Hikoki publications Ltd, 2016 (ISBN 9-781902-109046).
- (en) Paul A. Jackson, Kenneth Munson et Lindsay Peacock, Jane's All the World's Aircraft 2010-2011, Londres, Jane's Information Group, 2010, 1034 p. (ISBN 978-0710629166).
- (en) International Institute for Strategic Studies, The Military Balance 2014, Oxfordshire, Routledge, 2014, 510 p. (ISBN 978-1-85743-722-5)
- (en) International Institute for Strategic Studies, The Military Balance 2017, Oxfordshire, Routledge, 2017, 576 p. (ISBN 978-1-85743-900-7)

### Journaux et Revues
- (en) « China’s FTC-2000G fighter aircraft conducts maiden flight » [archive du 19 octobre 2018], Air Force Technology (consulté le 17 avril 2021)
- « NEWS - Asia & Australasia », Air International,‎ août 2011, p. 16
- (en) « FTC-2000 G » [archive du 29 août 2016], Aviation Industry Corporation of China (consulté le 18 avril 2021)
- (en) Jeremy Binnie, « Sudan’s new FTC-2000 jets arrive », IHS Jane's 360,‎ 16 mai 2018 (lire en ligne [archive du 17 mai 2018], consulté le 16 mai 2018)
- (en) « Is Cambodia the Mystery Buyer of China's FTC-2000G Trainer/Fighter Jet? », Defense World (consulté le 18 avril 2021)
- (en) Gabriel Dominguez, « China begins series-producing FTC-2000G aircraft » [archive du 7 septembre 2018], IHS Jane's 360, London, 6 septembre 2018 (consulté le 18 avril 2021)
- (en) Gabriel Dominguez, « China’s first series-produced FTC-2000G makes maiden flight » [archive du 6 octobre 2018], IHS Jane's 360, 28 septembre 2018 (consulté le 18 avril 2021)
- (en) Richard D. Fisher, Jr, « Paris Air Show 2015: China close to first FTC-2000 supersonic trainer sale in Africa », IHS Jane's Defence Weekly,‎ 18 juin 2015 (lire en ligne [archive du 21 juin 2015], consulté le 18 avril 2021)
- (en) Jon Grevatt, « China promotes FTC-2000 trainer for export », sur Janes.com, Jane's Information Group, 6 juin 2017 (consulté le 6 juin 2017)
- Henry Kenhmann, « FTC-2000G : Premier vol réussi de «Ultime MiG-21» », sur Eastpendulum, 2018 (consulté le 18 avril 2021)
- (en) A. Mladenov, « COVERT AFFAIR », Air International,‎ mars 2013
- (en) Greg Waldron, « Chinese cadets start using JL-9 advanced jet trainer », Flight International,‎ 29 octobre 2015 (lire en ligne [archive du 18 août 2016], consulté le 18 avril 2015)
- (en) Greg Waldron, « FTC-2000G conducts maiden flight », FlightGlobal, Singapore,‎ 1er octobre 2018 (lire en ligne [archive du 6 octobre 2018], consulté le 18 avril 2021)
- (en) Greg Waldron, « AVIC FTC-2000G snags first export order », FlightGlobal, Singapore,‎ 20 avril 2020 (lire en ligne [archive], consulté le 18 avril 2021)
- (en) wminnick, « China’s FTC-2000 Upgraded », sur Intercepts, 20 novembre 2012 (consulté le 17 avril 2021)